# Diagnostic and Statistical Manual of Mental Disorders

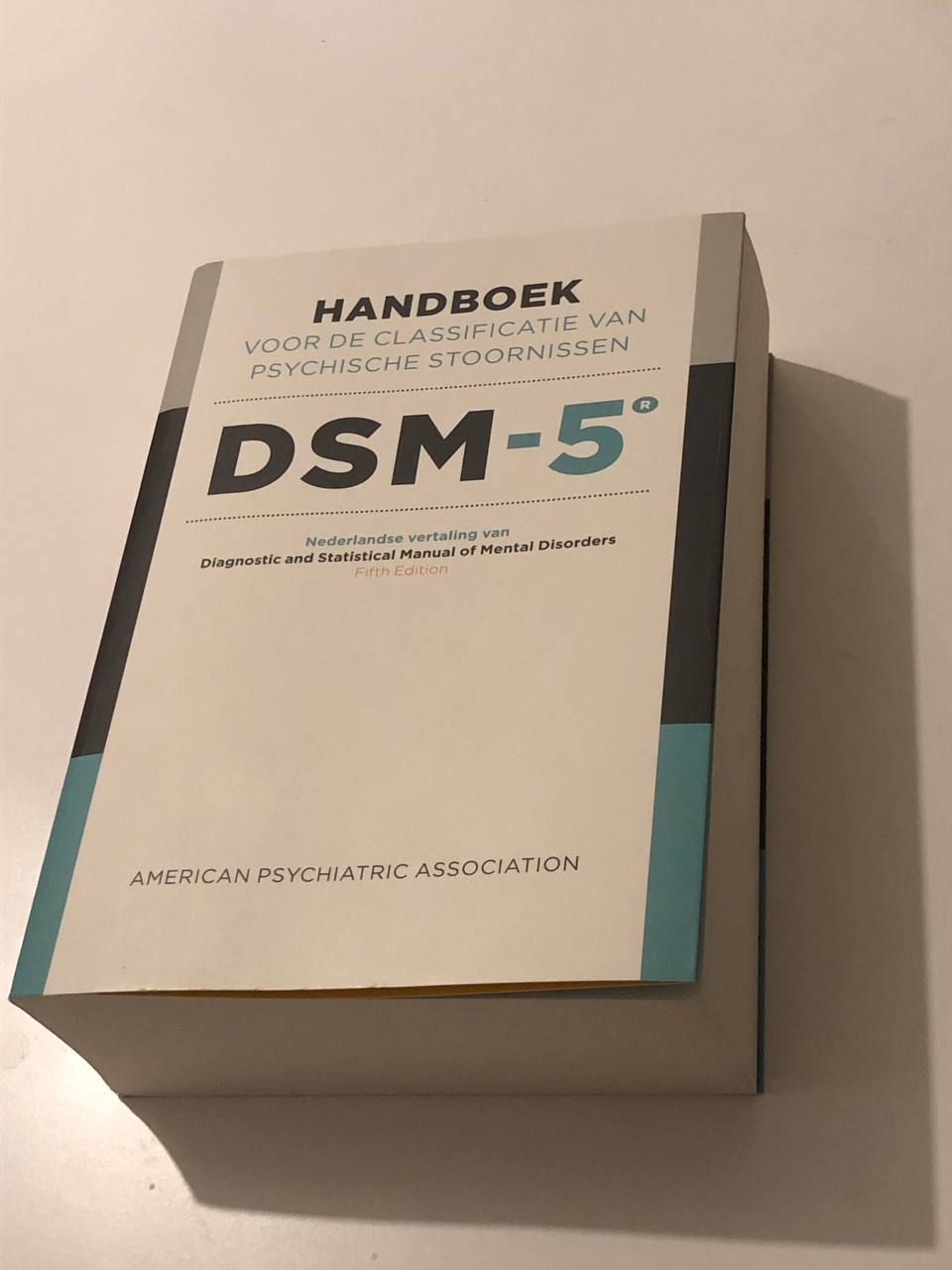
Een exemplaar van de DSM, vijfde editie

Diagnostic and Statistical Manual of Mental Disorders (in het Nederlands: diagnostisch en statistisch handboek van psychische stoornissen (DSM)) is een handboek voor de classificatie van psychische stoornissen, uitgegeven door de American Psychiatric Association. Het boek dient in Nederland, Caribisch Nederland (de Nederlandse eilanden Bonaire, Sint Eustatius en Saba), Australië, Nieuw-Zeeland en Noord-Amerika als de standaard in de psychiatrische diagnostiek. Internationaal gebruiken de meeste landen de International Statistical Classification of Diseases and Related Health Problems (ICD, 'Internationale Statistische Classificatie van Ziekten en Gerelateerde Gezondheidsproblemen') van de Wereldgezondheidsorganisatie.
Voordat de DSM en de ICD werden toegepast, kwam er spraakverwarring voor in de literatuur over psychische aandoeningen. Termen als 'depressie' en 'psychose' werden door verschillende auteurs verschillend opgevat en gebruikt. In de standaarden werd van verschillende stoornissen en syndromen omschreven welke symptomen er bij voorkwamen.
De actuele versie van de DSM is de DSM-5-TR (maart 2022, ISBN 9780890425763). De DSM-5-TR is de herschreven versie van de DSM-5, waarin een update is verwerkt van diagnostische criteria. De Nederlandse vertaling verscheen in november 2022 (ISBN 9789024449798) en was een samenwerking tussen Uitgeverij Boom en de Nederlandse Vereniging voor Psychiatrie (NVvP), onder leiding van prof. dr. Michiel W. Hengeveld. De DSM-5 werd gepubliceerd in mei 2013 en de Nederlandse vertaling hiervan volgde in april 2014. Deze is sinds 2017 in Nederland leidend bij het bepalen van de verzekerde zorg in de geestelijke gezondheidszorg (GGZ).
De DSM gebruikt de classificatiecodes van de ICD, het internationale classificatiesysteem van de Wereldgezondheidsorganisatie. Sinds de derde revisie (DSM-III) worden de codes uit de ICD-9 vermeld. De Nederlandse versie van de DSM-5-TR vermeldt de codes uit de ICD-10.

## Geschiedenis
Door de jaren heen zijn de volgende versies gepubliceerd:
- DSM-I (1952)
- DSM-II (1968)
- DSM-III (1980)
- DSM-III-R (1987)
- DSM-IV (1994)
- DSM-IV-TR (2000)
- DSM-5 (mei 2013)[9] (De reden om het Arabische cijfer 5 in plaats van het Romeinse cijfer V te gebruiken is dat versies met kleinere herzieningen zullen worden genummerd met toevoegingen .1, .2, enzovoort, en bijvoorbeeld 5.1 passender wordt gevonden dan V.1.[10])
- DSM-5-TR (maart 2022)

## DSM-5
Vanaf 2002, toen de eerste "research agenda" verscheen, is er gewerkt aan de nieuwe DSM-5 criteria. Via de website dsm5.org werd kritiek en commentaar verzameld op de eerdere proefversies van de nieuwe criteria: men verzamelde in een paar maanden tijd 13.000 opmerkingen op de website, met daarnaast nog eens 12.000 via e-mail, brieven en langs andere wegen.
De DSM-5 werd gepresenteerd op de jaarlijkse bijeenkomst van de American Psychiatric Association in San Francisco van 18 tot 22 mei 2013. De eerste Nederlandse vertaling verscheen een jaar later, in april 2014. Sinds 2017 is de DSM-5 leidend voor de administratie van Nederlandse zorgverzekeraars en zorgverleners.
In de DSM-5 zijn enkele grote veranderingen doorgevoerd ten opzichte van eerdere edities. Zo vallen alle vormen van autisme uit vorige edities vanaf DSM-5 onder de naam autismespectrumstoornis en wordt er meer nadruk gelegd op de hevigheid van de symptomen dan op de stoornis zelf. Ook leerstoornissen staan nu samen onder één noemer. Nieuw zijn onder andere stoornissen als gokverslaving en eetbuistoornis. Ook verdween het assenstelsel waarlangs de verschillende diagnoses in DSM-IV werden gerubriceerd.
In de DSM-5 zijn verschillende onderverdelingen losgelaten: zo zijn bijvoorbeeld de diagnoses die eindigden op 'niet anderszins omschreven' (NAO, in het Engels not otherwise specified, NOS) vervallen, zoals bijvoorbeeld gebruikt bij PDD-NOS. Het veranderen van de classificatie heeft echter geen gevolgen voor de diagnose van de patiënten, tenzij de betaling van de behandeling door de zorgverzekeraar afhankelijk is van een DSM-classificatie. Verder is in de DSM-5 het assenstelsel dat tot en met de DSM-IV-TR werd gebruikt losgelaten.

### Structuur
De DSM-5 kent een indeling in 3 secties. Sectie 1 geeft uitleg over de indeling van de DSM. Sectie 2 omvat twintig hoofdcategorieën met diagnoses. Sectie 3 bevat classificaties waar nog meer onderzoek voor nodig is en die daarom niet opgenomen zijn in sectie 2. Voorbeelden van sectie 3 zijn de internet gaming disorder en non suicidal self-injury.

### DSM-5-TR
In maart 2022 verscheen de herschreven versie van de DSM-5, de DSM-5-TR (ISBN 9780890425763), waarin een update is verwerkt van diagnostische criteria.

## Gebruik
De DSM wordt gebruikt in de gezondheidszorg en daarbuiten in niet-GGZ-diensten zoals zorg voor mensen met een functiebeperking, centra voor leerlingenbegeleiding en centra voor maatschappelijk werk. Zo wordt de DSM gebruikt als naslagwerk met betrekking tot de diagnostiek van psychische aandoeningen. Vóór de opkomst van de DSM waren diagnoses veel meer afhankelijk van degene die de diagnose stelde dan van de symptomen van de patiënt.
Bij de diagnose wordt verder verwacht dat er een inschatting wordt gemaakt van de volgende aspecten:
- is de patiënt syntoon of dystoon, dat wil zeggen heeft hij ziekte-inzicht en motivatie?
- is er sprake van comorbiditeit en suïcidaliteit?
- wat is de invloed van leeftijd, geslacht en cultuur?
- hoe hoog is de lijdensdruk, te scoren op een schaal 0-3 volgens de ‘severity index of impairment’.

## Overzicht hoofdcategorieën
- Ontwikkelingsstoornissen die meestal voor het eerst op zuigelingenleeftijd, kinderleeftijd of in de adolescentie gediagnosticeerd worden
- Delirium, dementie en amnestische en andere cognitieve stoornissen
- Psychische stoornissen door een somatische aandoening
- Aan middelen gebonden stoornissen
- Schizofrenie en andere psychotische stoornissen
- Stemmingsstoornissen
- Angststoornissen
- Somatoforme stoornissen
- Nagebootste stoornissen
- Dissociatieve stoornissen
- Seksuele stoornissen en genderidentiteitsstoornissen
- Eetstoornissen
- Slaapstoornissen
- Stoornissen in de impulsbeheersing, niet elders geclassificeerd
- Aanpassingsstoornissen
- Persoonlijkheidsstoornissen
- Andere aandoeningen en problemen die een reden voor zorg konden zijn
- Aanvullende codes

## Kritiek

### Kritiek op de DSM-5
Allen Frances, de voorzitter van de taskforce die de DSM-IV heeft samengesteld, liet zich in 2013 in zijn boek Terug naar normaal (ISBN 9789057123801) uiterst kritisch uit over de DSM-5. Vrijwel normaal gedrag zou volgens hem steeds meer een label opgeplakt krijgen en met medicijnen worden behandeld.

### Sociaal-culturele context
De DSM maakt een scherp onderscheid tussen ziekte en gezondheid. Uiteindelijk betreffen psychische ziektebeelden echter veel voorkomende gedragspatronen die zich (al of niet tijdelijk) in sterke mate manifesteren, waardoor ze als afwijkend worden beschreven. Veel begrippen uit de DSM zijn sterk gerelateerd aan sociaal-culturele waarden en hun veranderingen. Dit geeft nog weleens problemen op het gebied van de afgrenzing. Zo is homoseksualiteit lange tijd een DSM-diagnose geweest.

### Geen dimensionele indeling
De DSM werd bekritiseerd omdat deze een atheoretische indeling van psychische ziektebeelden gaf, wat wetenschappelijk onderzoek en betrouwbare conclusies over deze ziektebeelden bemoeilijkt. 
De DSM wordt gebruikt om in enkele woorden en op overzichtelijke wijze duidelijk te maken waar de problematiek van de patiënt over gaat, met als doel een passende behandeling te kunnen geven. Vooral in de huidige maatschappij met de vaak wisselende zorgverleners is het wenselijk om in één oogopslag de basisproblematiek te overzien. Het gebruik van DSM-categorieën (hokjes) kan echter leiden tot een beschrijving van het ziektebeeld die tekortdoet aan de complexiteit ervan. 
De DSM-5 bevat wel een dimensionele indeling van persoonlijkheidsstoornissen (As II, zie Big Five (persoonlijkheidsdimensies)), maar voor de As I-stoornissen (zoals depressies en psychotische stoornissen) wordt nog steeds een categoriële indeling verwacht.

### Belangenverstrengeling
Een ander punt van kritiek op de DSM betreft belangenverstrengeling ("conflicts of interest") bij de commissie die verantwoordelijk is voor het maken van de (nieuwe) indelingen. Een onderzoek uit 2006 meldde dat zesenvijftig procent van de leden van de 170-koppige DSM-IV- en IV-R-commissie één of meer financiële verbindingen had met de farmaceutische industrie. Honderd procent van de leden van de subcommissies 'Stemmingsstoornissen' en 'Schizofrenie en overige psychotische stoornissen' had financiële banden met de farmaceutische industrie. De overige commissies die verbindingen hadden, waren: financiering wetenschappelijk onderzoek (42%), consultancy (22%) en sprekersbureau (16%).